# Caftan d'amour
Pour plus de détails, voir Fiche technique et Distribution.
Caftan d'amour est un film franco-marocain réalisé par Moumen Smihi et sorti en 1989.

## Fiche technique
- Titre : Caftan d'amour
- Réalisation : Moumen Smihi
- Scénario : Gavin Lambert et Moumen Smihi, d'après Le Grand Miroir de Mohamed Mrabet et Paul Bowles
- Dialogues : Jacques Fieschi, Moumen Smihi et Mohamed Mrabet
- Photographie : Jean-Michel Humeau
- Son : Jean-Louis Richet
- Montage : Martine Giordano
- Musique : Jorge Arriagada
- Production : Ciné Magma Productions (Paris) - Imago Films International (Tanger)
- Pays :  Maroc -  France
- Durée : 90 minutes
- Date de sortie : France - 2 janvier 1989[1]

## Distribution
- Nathalie Roche : Rachida
- Mohammed Mehdi : Khalil
- Nezha Regragui : Aouchia
- Larbi Doghmi : Fouad
- Touria Jabrane
- Chaïbia Adraoui
- Isabelle Weingarten : Lisa
- Fabienne Tealdi
- Aziz Maouhoub